# Női 3000 méteres rövidpályásgyorskorcsolya-váltó a 2018. évi téli olimpiai játékokon
A 2018. évi téli olimpiai játékokon a rövidpályás gyorskorcsolya női 3000 méteres váltó versenyszámának elődöntőit február 10-én, a döntőt február 20-án rendezték. Az aranyérmet a dél-koreai váltó nyerte. A magyar váltó a 4. helyen végzett.

## Rekordok
A versenyt megelőzően a következő rekordok voltak érvényben:
| Világrekord     | Dél-Korea (KOR) | 4:04,222 | Salt Lake City, Egyesült Államok | 2016. november 12. |
| Olimpiai rekord | Kína (CHN)      | 4:06,610 | Vancouver, Kanada                | 2010. február 24.  |

A versenyen új rekordok születtek:
| Olimpiai rekord           | Kína (CHN)      | 4:05,315 | Phjongcshang, Dél-Korea | 2018. február 10. |
| Világ- és olimpiai rekord | Hollandia (NED) | 4:03,471 | Phjongcshang, Dél-Korea | 2018. február 20. |

## Eseménynaptár
Az időpontok helyi idő szerint (UTC+9), zárójelben magyar idő szerint (UTC+1) olvashatóak.
| Időpont                    | Forduló   |
| -------------------------- | --------- |
| február 10., 20:52 (12:52) | Elődöntők |
| február 20., 20:23 (12:23) | B-döntő   |
| február 20., 20:33 (12:33) | A-döntő   |

## Eredmények
A két futamból az első két helyezett jut az A-döntőbe, a harmadik és negyedikek a B-döntőbe kerülnek. Az időeredmények másodpercben értendők.
A rövidítések jelentése a következő:
- WR: világrekord
- OR: olimpiai rekord
- QA: az A-döntőbe jutott
- QB: a B-döntőbe jutott
- ADV: továbbjutás bírói döntés alapján
- PEN: büntetés

### Elődöntők
| Helyezés | Csapat | Idő       | Mj       |          |
| 1. futam | 1. futam | 1. futam  | 1. futam | 1. futam |
| -------- | --- | --------- | -------- | -------- |
| 1.       | Dél-Korea (KOR) · Shim Suk-hee · Choi Min-jeong · Kim Ye-jin · Lee Yu-bin                                                        | 4:06,387  | QA       |          |
| 2.       | Kanada (CAN) · Marianne St-Gelais · Kim Boutin · Jamie Macdonald · Kasandra Bradette                                             | 4:07,627  | QA       |          |
| 3.       | Magyarország (HUN) · Jászapáti Petra · Keszler Andrea · Bácskai Sára · Heidum Bernadett                                          | 4:09,555  | QB       |          |
| 4.       | Olimpikonok Oroszországból (OAR) · Szofja Proszvirnova · Jekatyerina Konsztantyinova · Jekatyerina Jefremenkova · Emina Malagics | 4:21,973  | QB       |          |
| 2. futam | |           |          |          |
| 1.       | Kína (CHN) · Fan Kexin · Han Yutong · Qu Chunyu · Csou Jang                                                                      | 4:05,315  | QA, OR   |          |
| 2.       | Olaszország (ITA) · Arianna Fontana · Lucia Peretti · Cecilia Maffei · Martina Valcepina                                         | 4:05,918  | QA       |          |
| 3.       | Hollandia (NED) · Suzanne Schulting · Yara van Kerkhof · Lara van Ruijven · Jorien ter Mors                                      | 4:05,977  | QB       |          |
| 4.       | Japán (JPN) · Hitomi Saito · Sumire Kikuchi · Ayuko Ito · Yuki Kikuchi                                                           | 4:12, 664 | QB       |          |

### B-döntő
| Helyezés | Csapat | Idő      | Mj |
| -------- | --- | -------- | -- |
| Bronz    | Hollandia (NED) · Suzanne Schulting · Yara van Kerkhof · Lara van Ruijven · Jorien ter Mors                                      | 4:03,471 | WR |
| 4.       | Magyarország (HUN) · Jászapáti Petra · Keszler Andrea · Bácskai Sára · Kónya Zsófia                                              | 4:03,603 |    |
| 5.       | Olimpikonok Oroszországból (OAR) · Szofja Proszvirnova · Jekatyerina Konsztantyinova · Jekatyerina Jefremenkova · Emina Malagics | 4:08,838 |    |
| 6.       | Japán (JPN) · Hitomi Saito · Sumire Kikuchi · Shione Kaminaga · Yuki Kikuchi                                                     | 4:13,072 |    |

### A-döntő
| Helyezés | Csapat                                                                                   | Idő      | Mj  |
| -------- | ---------------------------------------------------------------------------------------- | -------- | --- |
| Arany    | Dél-Korea (KOR) · Shim Suk-hee · Choi Min-jeong · Kim Ye-jin · Kim A-lang                | 4:07,361 |     |
| Ezüst    | Olaszország (ITA) · Arianna Fontana · Lucia Peretti · Cecilia Maffei · Martina Valcepina | 4:15,901 |     |
| –        | Kanada (CAN) · Marianne St-Gelais · Kim Boutin · Valérie Maltais · Kasandra Bradette     |          | PEN |
| –        | Kína (CHN) · Fan Kexin · Li Jinyu · Qu Chunyu · Csou Jang                                |          | PEN |